# زیست‌کانی‌سازی

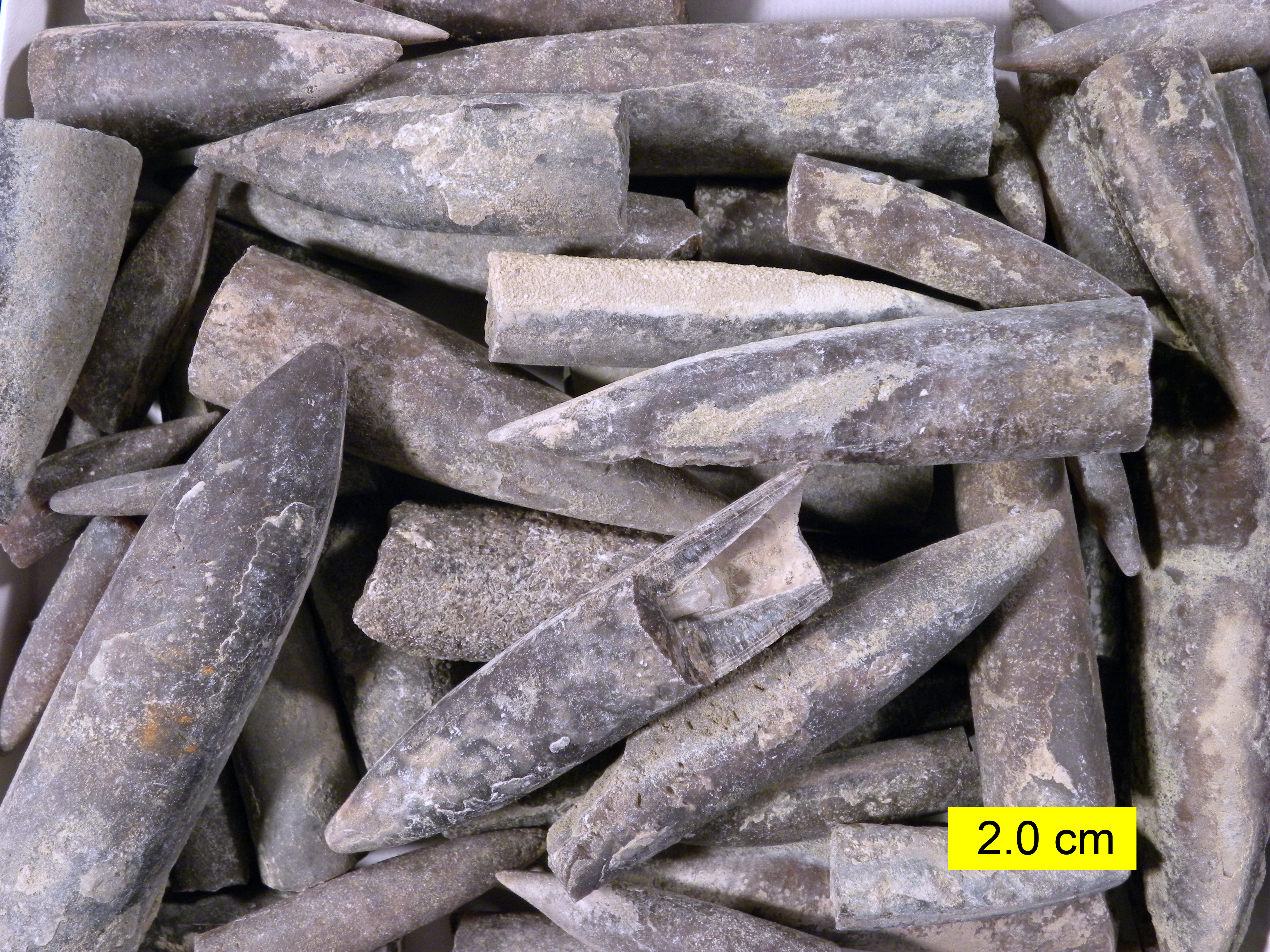
استخوان‌بندی کلسیتی بلمنیت‌ها

زیست‌کانی‌سازی یا بیومینِرالیزاسیون (به انگلیسی: Biomineralization) فرایندی است که جانداران در آن کانی می‌سازند. این فرایند اغلب برای سفت و سخت شدن بافت‌های موجود انجام می‌شود. به چنین بافت‌هایی کان‌بافت گفته می‌شود. زیست‌کانی‌سازی پدیده‌ای بسیار گسترده است. هر ۶ فرمانرو شامل اعضایی هستند که توانایی تشکیل کانی دارند و تا کنون بیش از ۶۰ کانی در جانداران شناسایی شده‌است. برای نمونه می‌توان به سیلیکات‌ها در جلبک‌ها و دیاتوم‌ها، کربنات‌ها در بی‌مهرگان و کلسیم‌فسفات و کربنات‌ها در مهره‌داران اشاره کرد. این کانی‌ها اغلب ویژگی‌های ساختاری موجود در صدف‌ها یا استخوان در پستانداران و پرندگان را موجب می‌شوند. جانداران از ۵۵۰ میلیون سال پیش برای خود اسکلت‌های معدنی می‌سازند. کان‌بافت‌هایی که از جنس کلسیم‌کربنات یا کلسیم‌فسفات معمولاً بلوری اند درحالی‌که در جانداران با کان‌بافت‌هایی از جنس دی‌اکسید سیلیسیم، کانی‌ها نابلوری اند مانند اسفنج‌ها و دیاتوم‌ها. مواد معدنی زیستی که به صورت بیولوژیک تشکیل شده‌اند اغلب کاربردهای ویژه‌ای مانند قابلیت تشخیص میدان مغناطیسی در باکتری‌های حساس به میدان (Fe3O4)، شتاب‌سنج‌ها (CaCO3,CaSO4,BaSO4) و ذخیره‌سازی آهن (Fe2O3.H2O در پروتئین فریتین) دارند.
از نظر پراکندگی دسته‌بندی، رایج‌ترین زیست‌کانی‌ها نمک‌های فسفات و کربنات کلسیم اند که در کنار پلیمرهای طبیعی مانند کلاژن و کیتین ساخته می‌شوند تا به ساختارهای استخوان‌ها و صدف‌ها استحکام ببخشند. ابعاد این بیوکامپوزیت‌ها در مقیاس میکروسکوپیک (نانومتری) تا ماکروسکوپیک بسیار قابل کنترل‌اند که موجب تشکیل ساختارهای پیچیده‌ای می‌شوند که ویژگی‌ها و کاربردهای چندمنظوره را فراهم می‌کنند. از آنجا که دامنه کنترل رشد این کانی‌ها برای به کار بردن در مهندسی مواد بسیار مطلوب است، تمایل بسیاری برای درک چگونگی زیست‌کانی‌سازی کنترل‌شده هست.

## نقش‌های زیست شناختی
در میان جانوران، کانی‌های تشکیل شده از کلسیم‌کربنات، کلسیم‌فسفات و سیلیس، نقش‌های مهمی مانند دفاع و تغذیه را ایفا می‌کنند. اینکه زیست‌کانی‌ها در باکتری‌ها چه نقشی دارند کاملاً آشکار نشده‌است. یک فرضیه این است که سلول‌ها آنها را می‌سازند تا از حبس شدن در پسماندهای خود جلوگیری کنند. ذرات اکسید آهن نیز ممکن است سوخت‌وساز آنها را تقویت کنند.

## زیست
در ابعاد فراسلولی، زیست کانی‌ها اغلب در اندام مخصوصی ذخیره می‌شوند که معمولاً این فرایند در اوایل رشد رویان صورت می‌گیرد. این عضو حاوی غشایی طبیعی است که ذخیره‌سازی بلورها را تسهیل و هدایت می‌کند. این بافت ممکن است از جنس کلاژن باشد مانند دهان دومیان یا ساخته شده از کیتین و دیگر پلی‌ساکاریدها مانند پوسته نرم‌تنان.

### ساختار پوسته در نرم‌تنان

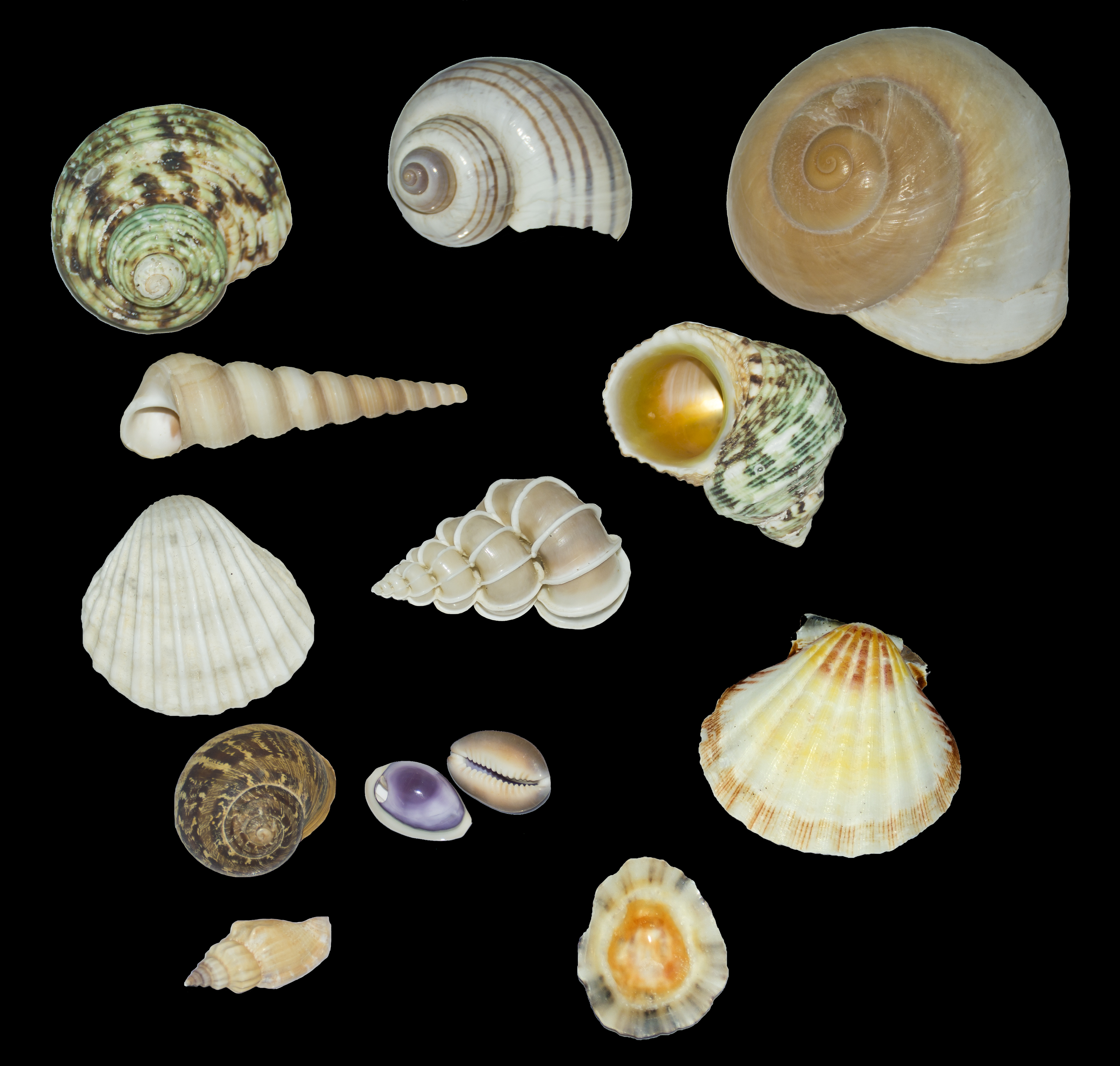
تنوع صدف‌های نرم تنان (شکم‌پایان، حلزون‌ها و صدف‌های دریایی)

صدف یک ماده کامپوزیت با منشأ زیستی است که مورد علاقه بسیاری در علم مواد است زیرا دارای ویژگی‌های غیرمعمول است و نمونه ای بارز از زیست‌کانی‌سازی است. پوسته‌های نرم‌تنان از ترکیب ۹۰–۹۵٪ جرمی کلسیم‌کربنات تشکیل شده‌اند که ۱–۵٪ دیگر هم توسط ماده آلی دیگری تشکیل یافته‌است. کامپوزیت حاصل چقرمگی شکستی حدود ۳۰۰۰ برابر بیشتر از خود بلورها دارد. در فرایند زیست‌کانی‌سازی صدف‌ها، پروتئین‌های ویژه‌ای در هسته‌زایی، فاز، شکل و نحوه رشد نقش دارند و به‌طور کلی مقاومت مکانیکی قابل توجه صدف را به آن می‌بخشند. استفاده از اصول زیست‌تقلیدی (بیومیمتیک) آشکار شده از نحوه تشکیل و ساخت پوسته نرم‌تنان می‌تواند به ما در ساخت کامپوزیت‌های جدید با خصوصیات نوری، الکترونیکی و ساختاری ارتقا یافته کمک کند. ساختارها و چینش‌ها در میان این پوسته‌ها متنوع است ولی همه آنها برخی ویژگی‌ها را در اشتراک دارند: بخش اصلی پوسته تشکیل شده از کلسیم‌کربنات بلوری (کلسیت) است. با اینکه در بخش‌هایی آمورف‌های کلسیم‌کربنات وجود دارند که مانند کریستال‌ها رفتار می‌کنند، این بخش‌ها هرگز زاویه یا وجهی از خود نشان نمی‌دهند. بررسی‌های ساختارهای داخلی آنها، ریزدانه‌های گرد شده نامنظمی را نشان می‌دهند.

### ساخت و تخریب کانی‌ها در قارچ‌ها
قارچ‌ها گروهی متنوع از جانداران هستند که به حوزه یوکاریوت‌ها تعلق دارند. تحقیقات حول نقش آنها در فرآیندهای زمین‌شناسی نشان داده‌اند که قارچ‌ها در زیست‌کانی‌سازی و زیست‌تخریب‌پذیری (زیست‌فروسایی) مؤثراند.
در مطالعه نقش‌های قارچ‌ها در زیست‌کانی‌سازی مشاهده شده‌است که قارچ‌ها مواد معدنی را با کمک یک غشای طبیعی مانند پروتئین رسوب می‌دهند که محلی برای هسته‌زایی و رشد کانی‌های طبیعی را فراهم می‌کند. رشد قارچ می‌تواند یک رسوب معدنی حاوی مس تولید کند. به عنوان مثال می‌توان به کربنات‌مس تولید شده از واکنش آمونیوم‌کربنات با CuCl۲ اشاره کرد. تولید کربنات‌مس در حضور پروتئین‌های ساخته و ترشح شده توسط قارچ صورت می‌گیرد. این پروتئین‌های میان‌یاخته‌ای در ابعاد و شکل کانی‌های کربنات ساخته شده در قارچ‌ها مؤثراند.
علاوه بر رسوب‌گذاری کانی‌های کربنات، قارچ‌ها می‌توانند زیست‌کانی‌های فسفات حاوی اورانیوم را در حضور فسفر تولید کنند، که فسفر در این فرایند نقش بستر را ایفا می‌کند. قارچ یک جُلینه تشکیل می‌دهد که کانی‌های اورانیومی تولید شده را جمع و متمرکز می‌کند. با اینکه اورانیوم برای موجودات زنده مضر تلقی می‌شود، دیده می‌شود که برخی قارچ‌ها در مقابل آن مقاوم‌اند.
افزون بر اینکه کانی‌هایی توسط قارچ‌ها تولید می‌شوند، برخی کانی‌ها نیز به واسطه آنها تخریب می‌شوند که این فرایند اغلب توسط آن گونه‌هایی صورت می‌گیرد، که اگزالیک اسید تولید می‌کنند. تولید اگزالیک اسید برای آن قارچ‌هایی که توانایی انجامش را دارند، در حضور گلوکز افزایش می‌یابد. یافت شده‌است که این قارچ‌ها کانی‌های آپاتیت و گالِن را می‌توانند بفرسایند. تخریب کانی‌ها توسط قارچ‌ها طی فرآیندی صورت می‌گیرد که نئوجنسیس نامیده می‌شود. این قابلیت‌های برخی قارچ‌ها تأثیر زیادی بر افزایش خوردگی دارند که مشکلی بسیار پرهزینه برای بسیاری از صنایع می‌باشد.

## شیمی
اکثر زیست‌کانی‌ها در ۳ دسته‌بندی متمایز کانی‌ها قرار می‌گیرند که عبارت‌اند از: کربنات‌ها، سیلیکات‌ها و فسفات‌ها.

### کربنات‌ها
اصلی‌ترین عضو کربنات‌ها CaCO3 است. رایج‌ترین چندشکل‌ها (پلی‌مورف‌ها) کلسیت و آراگونیت است که به عنوان مثال کلسیت در روزن‌داران و کوکولیتوفورها دیده می‌شود. آراگونیت در مرجان‌ها نیز مشاهده می‌شود. علاوه بر اینها، واتریت(vaterite) شبه‌پایدار و کلسیم‌کربنات آمورف هم می‌توانند از نظر ساختاریو یا به عنوان فازهای میانی فرایند زیست‌کانی‌سازی، مهم باشند. برخی زیست‌کانی‌ها شامل ترکیبی از فازها در اجزای ساختاری منظم و متمایز هستند (مانند پوسته دوکفه‌ای‌ها). کربنات‌ها به ویژه در محیط‌های دریایی رایج‌اند ولی در آب‌های شیرین و جانداران خشکی نیز دیده می‌شوند.

### سیلیکات‌ها
سیلیکات‌ها در محیط‌های دریایی رایج‌اند. به عنوان مثال اُپال(opal) نوعی هیدرات آمورف سیلیسیم دی‌اکسید آبدار (با فرمول SiO2·nH2O) است که دیاتوم‌ها و شعاعیان در شرایط مناسب دیواره‌های خود (frustule) را از آن می‌سازند.

### فسفات‌ها
رایج‌ترین فسفات، هیدروکسی آپاتیت است. که یک فسفات کلسیم با فرمول (Ca10(PO4)6(OH)2) است که یکی از تشکیل دهنده‌های اصلی استخوان، دندان و فلس ماهی است.

### سایر کانی‌ها
به جز این سه دسته‌بندی اصلی، چند نوع کانی زیستی هم وجود دارند که رواج کمتری دارند. این کانی‌ها معمولاً به دلیل وجود نیاز جاندار به یک ویژگی خاص فیزیکی ویا قرارگیری در یک زیستگاه غیرمعمول ساخته می‌شوند. به عنوان مثال دندان‌ها که در درجه اول برای بریدن و پاره کردن بافت‌های سخت استفاده می‌شوند، ممکن است با مواد معدنی سخت تقویت بشوند، مانند مگنتیت در کیتون‌ها ویا گوتیت در خاره‌چسب‌ها، که هر دو ماده نمونه‌هایی از کانی‌های شامل آهن می‌باشند. آن دسته از شکم‌پایان که در مجاورت چاه‌های گرمابی زندگی می‌کنند، پوسته کربناتی خود را با ترکیبات معدنی آهن و گوگرد مانند پیریت و گرژیت (greigite) تقویت می‌کنند. باکتری‌های مغناطیسی هم از کانی‌های آهن دارای خاصیت مغناطیسی، مانند مگنتیت و گرژیت برای ساختن مگنوتوزوم‌ها استفاده می‌کنند که به توزیع و جهت‌گیری رسوبات کمک می‌کنند. شعاعیان هم سوزنه‌هایی از جنس سلستین می‌سازند.

## فرگشت

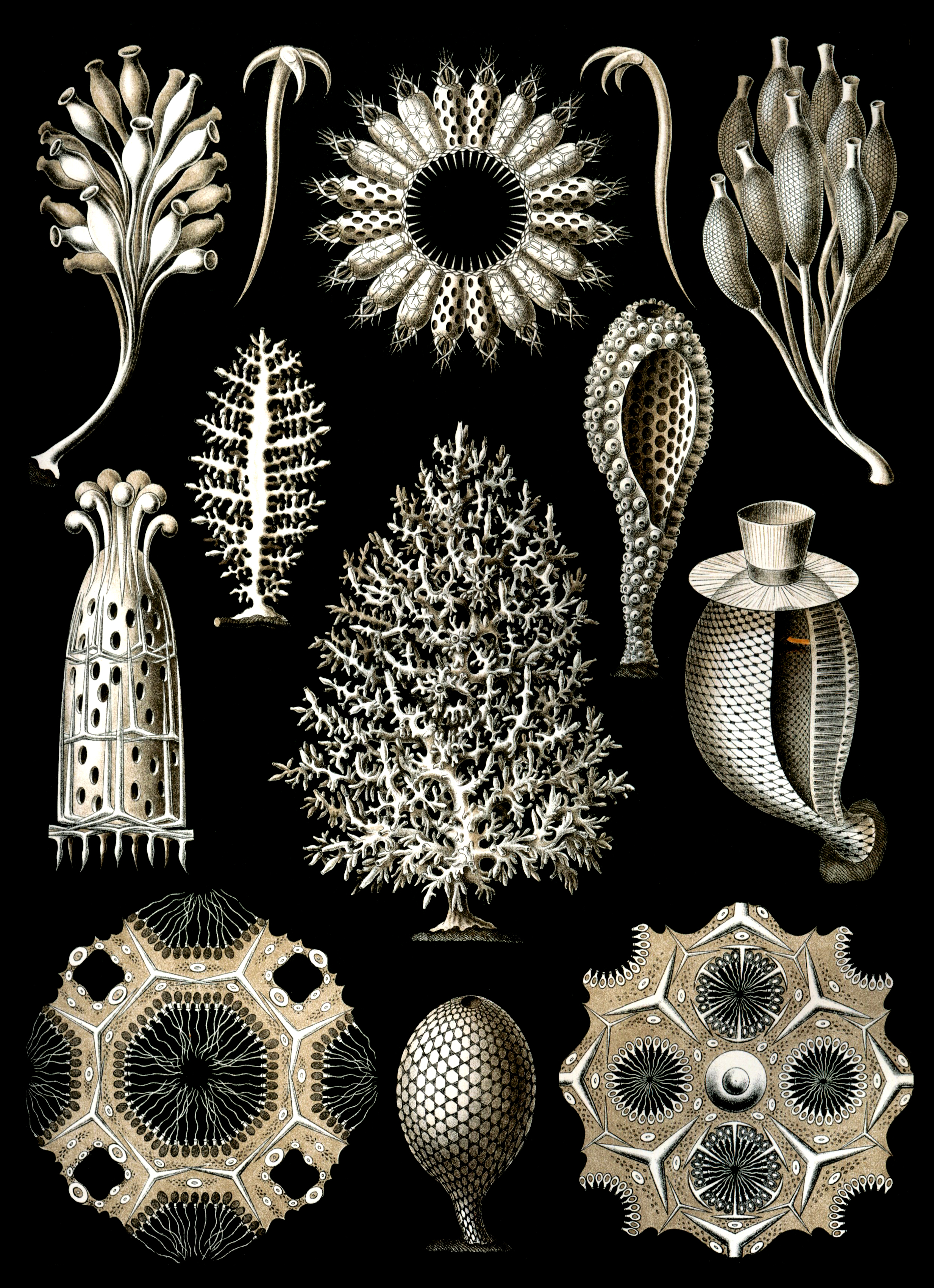
چند اسفنج از جنس کلسیم کربنات (Ernst Haeckel, Kunstformen der Natur).

اولین شواهد مربوط به زیست‌کانی‌سازی به ۷۵۰ میلیون سال پیش بازمی‌گردد. جانداران اسفنجی در ۶۳۰ میلیون سال پیش اسکلت‌هایی از جنس کلسیت ساخته‌اند. در بیشتر نسب، زیست‌کانی‌سازی در دوره کامبرین یا اردویسین رخ داده‌است. جانداران در فرایند کانی‌سازی از پایدارترین حالت کلسیم‌کربنات موجود در آب در آن دوره زمانی استفاده کرده‌اند و تا پایان تاریخ زیستی خود، از آن حالت استفاده کرده‌اند(برای یک بررسی عمیق‌تر به مراجعه شود). پایداری گفته شده به نسبت Ca/Mg در آب دریا بستگی دارد. که در درجه اول به سرعت گسترش بستر اقیانوس وابسته است، اگرچه مقادیر CO2 جو نیز در این نسبت نقش دارند.
زیست‌کانی‌سازی به‌طور مستقل چندین بار تکامل یافته‌است و بسیاری از گونه‌های جانوری برای اولین بار در دوره کامبرین اجزای ساخته شده از کانی‌ها را از خود نشان داده‌اند. بسیاری از موجودات دیگر از فرآیندهای مشابه استفاده کرده‌اند که نشان می‌دهد فرآیندهای زیست‌کانی‌سازی برگرفته از روندهایی‌اند که از قبل در سلول‌ها به منظور اهداف دیگر وجود داشته‌اند. با این‌که این روندهای تسهیل‌کننده زیست‌کانی‌سازی پیچیده‌اند و شامل فرستنده‌های سیگنال، بازدارنده‌ها و فاکتور رونویسی هستند، بسیاری از این فرایندها در میان شاخه‌های مختلف از جمله مهره‌داران، نرم‌تنان و مرجان‌ها مشترک اند. اجزای مشترک وظایف اساسی را انجام می‌دهند، مانند اینکه تعیین کنند که سلول‌ها برای ساخت کانی به کار روند، اما ژن‌ها جنبه‌های دقیق‌تر و ظریف‌تر را کنترل می‌کنند که در مراحل بعدی زیست‌کانی‌سازی رخ می‌دهند که به عنوان مثال، می‌توان به جهت‌گیری وساختار دقیق بلور ساخته شده اشاره کرد که این جهت‌گیری و ساختار گفته شده در میان نسب گوناگون، به شدت تکامل پیدا کرده‌اند. این‌ها نشان می‌دهند که جانوران پرکامبرینی از روندهای مشابه برای اهداف متفاوتی استفاده می‌کرده‌اند. شاید این جانوران برای پرهیز از رسوب‌گذاری ناخواسته کلسیم‌کربنات ناشی از اقیانوس‌های اشباع شده دوره پیشین‌زیستی چنین فرآیندهایی را طی می‌کرده‌اند. حالت‌هایی از مخاط که در زیست‌کانی‌سازی مؤثر هستند، در نیاکان حیوانات امروزی نقش جلوگیری از مقادیر بالای کلسیم را داشته‌اند. علاوه بر این، برخی پروتئین‌های خاصی که در اصل در حفظ غلظت کلسیم در سلول‌ها نقش داشته‌اند، در میان همه حیوانات هم‌ساخت هستند، و به نظر می‌رسد که پس از واگرایی شجره‌های حیوانات، در فرآیندهای زیست‌کانی‌سازی به کار گرفته شده‌اند. زیست‌کانی‌سازی به دور از اینکه یک ویژگی کمیاب باشد که چندین بار تکامل یافته و راکد مانده‌است، فرآیندی است که دفعات زیادی تکامل یافته‌است و امروزه نیز به سرعت در حال تکامل است. حتی در یک سرده نیز می‌توان تفاوت‌های بسیاری در یک خانواده ژن مشاهده کرد.
هم‌ساختی روش‌های زیست‌کانی‌سازی با یک آزمایش قابل توجه نشان داده شده‌است که طی آن لایه درونی یک صدف درون دندان انسان قرار داده شد. در این آزمایش به جای یک واکنش از طرف دستگاه ایمنی بدن انسان، دیده شد که لایه قرار داده شده به خوبی با غشای استخوان مهمان پیوند خورد. این می‌تواند تغییر کاربری در فرآیندهای زیست کانی سازی را نشان دهد.

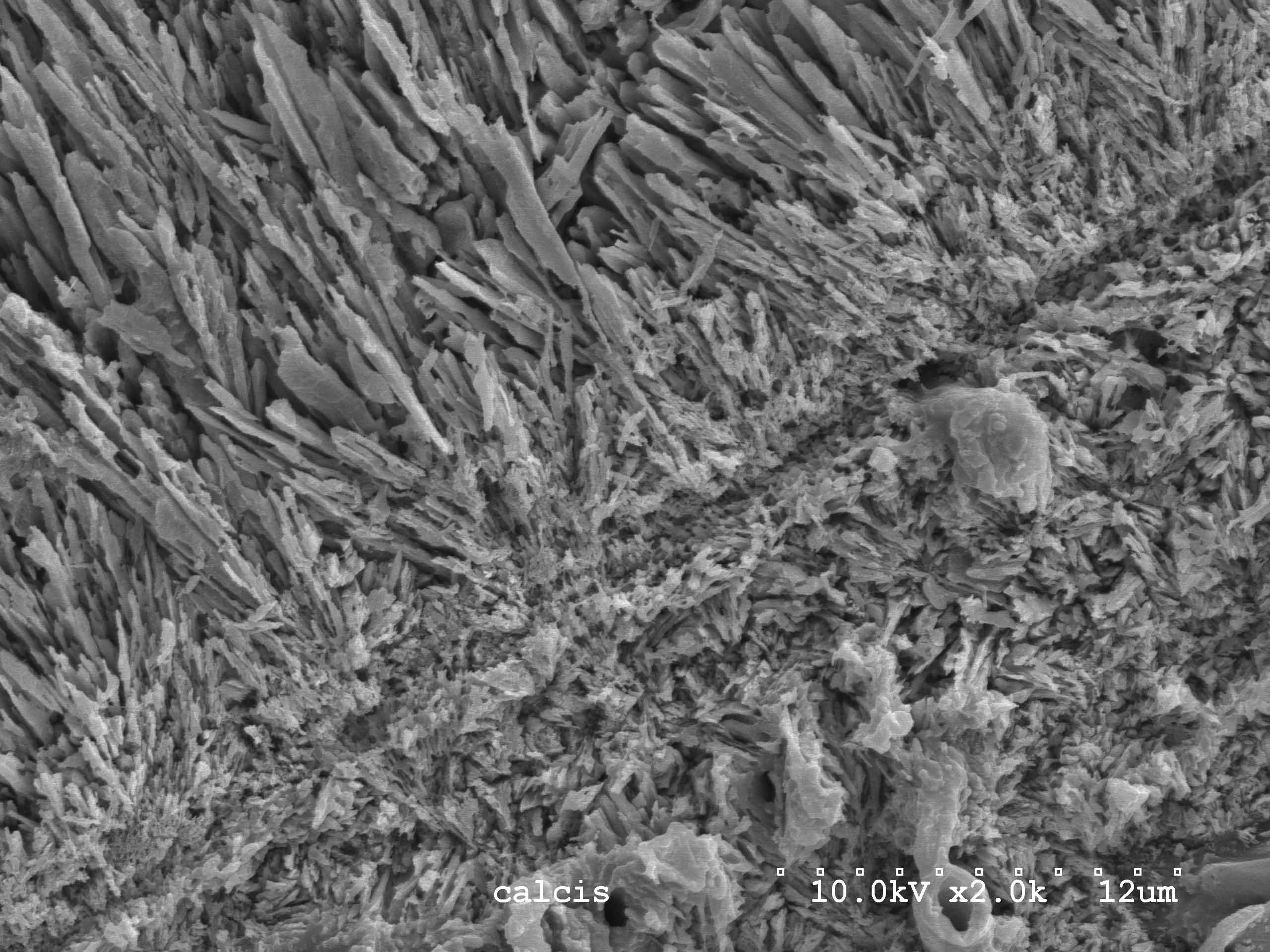
برش مقطعی از ساختار آراگونیت یک کرم گردگیر

قدیمی‌ترین نمونه زیست‌کانی‌سازی به ۲ میلیارد سال قبل و ذخیره‌سازی مگنتیت بازمی‌گردد. که در برخی باکتری‌ها، دندان کیتون‌ها و مغز مهره‌داران دیده شده‌است. ممکن است که سازوکارهایی که در نیاکان مشترک دوسوئیان نقش حسگر مغناطیسی را ایفا می‌کردند، بعدها در دوره کامبرین تکثیر شده و اصلاح پیدا کرده‌اند و به پایه‌ای برای سازوکارهای زیست‌کانی‌سازی مبتنی بر کلسیم تبدیل شده‌اند. در کیتون‌ها آهن در مجاورت دندان پوشیده شده با مگنتیت ذخیره می‌شود که باعث می‌شود پس از سایش، تجدید یابند. نه تنها شباهت مشخصی میان فرایند رسوب‌گذاری مگنتیت و رسوب مینای دندان وجود دارد، بلکه برخی جانداران محل‌های مشابه برای ذخیره‌سازی آهن را در کنار دندان‌هایشان دارا هستند.
| انواع زیست‌کانی‌ها                 | انواع زیست‌کانی‌ها                 | انواع زیست‌کانی‌ها                 | مثال‌هایی از جانداران | مثال‌هایی از جانداران | مثال‌هایی از جانداران |
| -------------------------------- | -------------------------------- | -------------------------------- | --- | --- | --- |
| کلسیم کربنات (کلسیت یا آراگونیت) | کلسیم کربنات (کلسیت یا آراگونیت) | کلسیم کربنات (کلسیت یا آراگونیت) | - روزن‌داران - کوکولیتوفور - سوزنه‌های اسفنج‌های آهکی - مرجان - کهن‌جامان - خزه‌زیان - بازوپایان و صدف‌ها - خارپوستان - بادبزن‌کرمان | - روزن‌داران - کوکولیتوفور - سوزنه‌های اسفنج‌های آهکی - مرجان - کهن‌جامان - خزه‌زیان - بازوپایان و صدف‌ها - خارپوستان - بادبزن‌کرمان | - روزن‌داران - کوکولیتوفور - سوزنه‌های اسفنج‌های آهکی - مرجان - کهن‌جامان - خزه‌زیان - بازوپایان و صدف‌ها - خارپوستان - بادبزن‌کرمان |
| دی‌اکسید سیلیسیم (سیلیس)          | دی‌اکسید سیلیسیم (سیلیس)          | دی‌اکسید سیلیسیم (سیلیس)          | - شعاعیان - دیاتومه - سوزنه‌های بیشتر اسفنج‌های دریایی                                                                          | - شعاعیان - دیاتومه - سوزنه‌های بیشتر اسفنج‌های دریایی                                                                          | - شعاعیان - دیاتومه - سوزنه‌های بیشتر اسفنج‌های دریایی                                                                          |
| آپاتیت (فسفات کربنات)            | آپاتیت (فسفات کربنات)            | آپاتیت (فسفات کربنات)            | - مینای دندان در مهره‌داران - استخوان مهره‌داران - قیف‌دندانان                                                                   | - مینای دندان در مهره‌داران - استخوان مهره‌داران - قیف‌دندانان                                                                   | - مینای دندان در مهره‌داران - استخوان مهره‌داران - قیف‌دندانان                                                                   |

## اخترزیست‌شناسی
در حوزه اخترزیست‌شناسی، بیان شده‌است که زیست‌کانی‌ها می‌توانند نشانه‌های مهمی برای حیات فرازمینی باشند، در نتیجه می‌توانند نقش مهمی در جستجوی حیات در گذشته و حال مریخ باشند. علاوه بر این، کانی‌های آلی که نقش ردپای زیستی را دارند، به عنوان ایفا کنندگان نقش در واکنش‌های مواد حیاتی و مواد پیش‌زیستی شناخته می‌شوند.
در ۲۴ ژانویه سال ۲۰۱۴، ناسا اعلام کرد که مطالعات مریخ‌نوردهای آپورچونیتی و کنجکاوی، در جستجوی شواهد حیات در گذشته آن سیاره خواهد بود که شامل تلاش برای یافت شواهد یک زیست‌کره مبتنی بر ریزاندامگان خودپرورد و شیمی‌پرورد در کنار نشانه‌های محیط‌های شامل آب است که ممکن است زیست‌پذیر بوده باشند. جستجو به دنبال شواهد زیست‌پذیری، سنگواره‌ها و ترکیبات آلی بر روی سیاره مریخ، در حال حاضر از اهداف اصلی ناسا است.

## کاربردها
اکثر رویکردهای مرسوم برای سنتز مواد در مقیاس نانو از نظر انرژی ناکارآمد هستند و شرایط سختی نیاز دارند که به عنوان مثالی برای این شرایط می‌توان به دما، فشار ویا pH بالا اشاره کرد. این فرایندها اغلب پسماندهای سمی تولید می‌کنند. علاوه بر این، مقدار ماده تولید شده کم است. در مقابل، مواد تولید شده توسط جانداران، نسبت به مواد ساختگی مشابه با ترکیب فاز یکسان، خواص بهتری دارند. این مواد زیستی، در محیط‌های آبی و توسط درشت‌مولکول‌ها جمع‌آوری می‌شوند. درشت‌مولکول‌های طبیعی مواد اولیه را جمع و حمل کرده و این بسترها را به صورت یکنواخت، به کامپوزیت‌های منظم با برد کوتاه و بلند تبدیل می‌کنند. هدف از زیست‌تقلید، شبیه‌سازی روش‌های طبیعی تولید کانی‌هایی مانند آپاتیت است. بسیاری از بلورهای ساخته شده به دست انسان، به دمای بالا و محلول‌های شیمیایی قوی نیاز دارند در حالی که جانداران مدت‌هاست که می‌توانند کانی‌های پیچیده و دقیقی را در دمای محیط بسازند. فازهای این کانی‌ها اغلب خالص نیستند بلکه از کامپوزیت‌هایی ساخته می‌شوند که بخش آلی دارند. این بخش‌ها معمولاً از جنس پروتئین‌هایی‌اند که در فرایند زیست‌کانی‌سازی نقش دارند. این کامپوزیت‌ها نه تنها از کانی خالص سخت‌تر هستند، بلکه محکم‌تر هم هستند.

### آلاینده‌های اورانیومی در آب‌های زیرزمینی

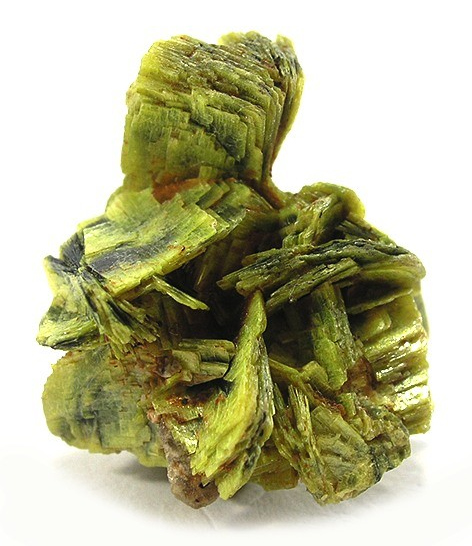
یک بلور اتونیت

از زیست‌کانی‌سازی می‌توان برای تصفیه آب‌های زیرزمینی آلوده به اورانیوم استفاده شود. این فرایند در درجه اول برای رسوب کانی‌های اورانیوم فسفات مطرح می‌شود. این فسفات توسط ریزاندامگان موجود در آب ترشح می‌شود. لیگاندهای دارای بار منفی در سطح سلول‌ها، یون مثبت اورانیل ({\displaystyle {\ce {UO2^2+}}}) را جذب می‌کنند. اگر غلظت فسفات و {\displaystyle {\ce {UO2^2+}}} به اندازه کافی باشد، کانی‌هایی مانند اتونیت (Ca(UO2)2(PO4)2•10-12H2O) و چندبلورهای HUO2PO4 تشکیل می‌یابند در نتیجه تحرک یون‌های اورانیل کاهش می‌یابد. در مقابل روش اضافه مستقیم ترکیبات معدنی فسفات به آب‌های زیر زمینی آلوده، روش حذف آلاینده‌ها با استفاده از زیست‌کانی‌سازی این برتری را دارد که لیگاندهای تولید شده توسط میکروب‌ها به‌جای واکنش فعال با تمام فلزات محلول در آب، ترکیبات اورانیومی را به‌طور ویژه مورد هدف قرار می‌دهند. تحریک فعالیت فسفاتاز باکتری‌ها برای آزادسازی فسفات در شرایط کنترل شده، سرعت آبکافت ارگانوفسفات توسط باکتری‌ها را محدود کرده و آزادسازی فسفات در سامانه را کاهش می‌دهد. این فرایند از گرفتگی محل تزریق، توسط مواد معدنی دارای فسفات جلوگیری می‌کند. غلظت بالای لیگاندها در نزدیکی سطح سلول‌ها کانون‌هایی را برای هسته‌زایی و رسوب‌گذاری آماده می‌کنند. این فرایند از رسوب‌گذاری با محلول‌های شیمیایی پربازده‌تر است.